# Центр реабілітації та реінтродукції диких тварин «Галицький»
49°05′48″ пн. ш. 24°42′55″ сх. д. / 49.096666666667° пн. ш. 24.715277777778° сх. д.
Центр реабілітації та реінтродукції диких тварин «Галицький» — реабілітаційний центр, який з 2007 року функціонує в Галицькому національному природному парку (с. Крилос, Івано-Франківська область) з метою реабілітації і подальшого повернення у рідну стихію (реінтродукції) представників місцевої фауни, які потрапили в біду.

## Історія
До центру приймаються лише хворі, або скалічені тварини, молоді тварини, котрі не можуть самі добувати їжу і в дикій природі. Тварини випускаються на волю після лікування та реабілітації, але якщо вони знову зможуть жити у звичайній для себе обстановці.
Першою твариною центру стала лисиця Аліса, яка жила на притравочній станції для мисливських собак. Після того як люди її відібрали в мисливців та передали до Галицького НПП там з'явилася ідея створити при парку центр з реабілітації тварин. Після чого розпочалося проектування та будівництво окремих біотопів з вольєрами для тварин.
Тварин до центру доправляють як після вилучення в господарів, які не мають правових підстав їх утримувати так і добровільно передаються тварини, зокрема ті, які отримали травми. Так в 2019 році у вуличних фотографів поблизу водоспаду Пробій у місті Яремче було конфісковано пару орланів — білохвостів та їх передано до центру. 2021 року такого ж орлана Толіка було вилучено і після огляду його ветеринаром центру передано до Реабілітаційного центру «Парк хижаків Арден» на Хмельниччині.
В центрі перебувала на реабілітації самка яструба великого, сойка, які були віднайдені в лісі та передані на лікування, після якого випущені на волю.
За допомогою німецької благодійної організації WTG (Welttierschutzgesellschaft e. V.) в центрі побудовано вольєр площею 2 га. для утримання ведмедів.
Загалом станом на 2020 рік з часу створення в центрі доглянуто, реабілітовано та випущено у дику природу 223 тварини 43-х видів, 10 з яких (7 видів) занесені до Червоної книги України, з яких: понад 60 білих лелек, 49 боривітрів звичайних, 13 канюків, 11 серпокрильців чорних; 10 лисиць; 7 сов вухатих; крижнів та вивірок звичайних, їжаків, лебедів-шипунів і болотяних черепах, зайців сірих, чорних лелек, яструбів великих та малих, лунів очеретяних, сичів хатніх, круків, граків, гагар чорношиїх, куниць кам'яних, вовків, лісових котів, оленів, борсуків.
У 2020—2021 роках фахівці центру допомогли рятувати кажанів (рудих (дозірних) вечірниць), колонію яких виявляли в Івано-Франківську.
Для годівлі та лікування тварин в центрі є кормоцех, кухня для приготування їжі, ветеринарна кімната, де проводять терапевтичне і хірургічне лікування тварин.

## Тварини
У 2021 році в центрі перебували чотири ведмеді, птахи та копитні. Це частина звірів та птахів, які утримують пожиттєво через каліцтво або високий ризик смертності після випуску у дику природу.

### Копитні
Серед копитних в центрі перебувала сарна, яку дитинчам знайшли на околиці села Пуків Рогатинського району та після того як вона виросла передали до центру. Також в центрі живуть олені та муфлони. Олені, які народилися в центрі після набрання ними відповідного віку випускаються в заказник, де заборонено полювання. Частина з оленів, такі як Цезар прав'язані до людей тож не можуть бути випущені в дику природу, оскільки стануть легкою здобиччю для мисливця. Також до центру передали трьох бізонів американських з Вигодського лісового господарства Івано-Франківської області, після чого виникла потреба розширення центру та облаштування нових воль'єрів.

### Птахи
Зокрема в центрі опинилися дві довгохвості сови, з пошкодженими крилами, одна з селища Войнилів, Калуського району, а інша з прибула Тернопільської області. Пошкодження кінцівок цих птахів поставило під сумнів їх повернення в дику природу. Також в центрі реабілітуються та лікуються та зимують лелеки та було лелеченя, яке випало з гнізда, два скалічені сокола-балабана, дрібні соколи, боривітри звичайні, підсоколики малі, фазан золотий та фазан діамантовий, грак, галка і сорока. Для зимівлі птахів, які не полетіли у вирій побудовані вольєри та зимувальних будиночках, у яких лелеки зможуть зігрітися, поїсти, попити води та покупатися.

### Ведмеді
Бурі ведмеді проживають на території окремого вольєру, де для них створені водойми, 8 видів годівниць, барлоги. Сім'я ведмедів (Діна та її дитинчата: Маша, Надя та Мира), переїхала до реабілітаційного центру з Малого Потьомкінського острова у Херсоні, де перебували в зоокуточку в тісній клітці.
У 2018 році центр з партнерам впровадив можливість онлайн перегляду життя ведмедів в центрі (за посиланням [Архівовано 13 лютого 2022 у Wayback Machine.]).

### Інші тварини
Для кожного з видів в центрі створюють відповідні умови, хоча окремі з них є незвичними для відвідувачів. Наприклад лисиці, які проживають у центрі часто залазять на дерева, де їм навіть розташували відповідні «гнізда».

## Збереження рідкісних тварин
Також в центрі повертають в дику природу трьох чорних лелек, які в 2017 році вилупилися з яєць у Київському зоопарку. В 2018 році в центрі їх вчили самостійно ловити рибу та літати. Частина з лелек інтегрувалася в природу, році зокрема одну з них виявили на Лімниці. Пізніше в 2019 році одну з чорних лелек, які перебували в центрі віднайшли на острові Лесбос (Греція), що свідчить про здатність птахів мігрувати. Проте одна пташка не змогла прижитися в дикій природі та повернулась до центру.